# Jaroslav Skopal
Jaroslav Skopal (* 24. září 1936 Košice) byl český a československý politik Československé strany socialistické, poslanec České národní rady a Sněmovny národů Federálního shromáždění na počátku normalizace.

## Biografie
Jeho otec byl Čech, matka Slovenka. Narodil se v Košicích, ale již roku 1938 jeho rodina přesídlila do Přerova. Zde absolvoval gymnázium, později vystudoval ČVUT v Praze. Pracoval v Přerovských strojírnách ve výzkumu a vývoji. Publikoval v odborných časopisech a byl dopisovatelem listu Nové Přerovsko. Byl činný v přerovském Sokolu. Publikoval články v odborných časopisech, v regionálním tisku. V říjnu 1967 vstoupil do Československé strany socialistické. K roku 1969 se uvádí původní profesí strojní inženýr, bytem Přerov. Absolvoval VUT a v době svého nástupu do parlamentu pracoval jako strojní inženýr v Přerovských strojírnách. Byl členem POV ČSS, předsedou ZO ČSS na závodě a členem Závodního výboru ROH.
Po provedení federalizace Československa usedl v lednu 1969 do Sněmovny národů Federálního shromáždění. Do federálního parlamentu ho nominovala Česká národní rada, kde rovněž zasedal. Ve federálním parlamentu setrval do prosince 1969, kdy rezignoval na mandát. Po invazi vojsk Varšavské smlouvy do Československa ho Krajský výbor Komunistické strany Československa v Severomoravském kraji zařadil na seznam „představitelů a exponentů pravice“. V té době je uváděn jako samostatný výzkumný pracovník Přerovských strojíren, n. p., Přerov.
Dle stavu k roku 2012 stále žije v Přerově, angažuje se v Sokolu a komentuje politické dění. Zabývá se jako publicista dokumentací dějin Československé strany socialistické (kniha Konec jedné velké strany?).

## Knihy
Jaroslav Skopal je rovněž autorem těchto knih:
- Konec jedné velké strany? (2007)
- Proti proudu času (2010)
- Zápasy s totalitou a útěky za svobodou (2013)
- Generál František Moravec: jeho boj, rodina, vzpomínky (2018)